# Набережно-Рибальська дорога
На́бережно-Риба́льська доро́га — вулиця в Оболонському та Подільському районах міста Києва, місцевість Рибальський острів. Пролягає від Гаванського мосту до проспекту Степана Бандери.
Прилучається Гаванська вулиця.

## Історія
Проектування Набережно-Рибальської дороги розпочалося у 1990-х роках. Будівництво було завершено у 2006 році, а повноцінна експлуатація розпочалася після відкриття Гаванського мосту у 2007 році. Дорога відіграла ключову роль у розвитку інфраструктури Рибальського острова.